# Augsburška veroizpoved
Augsburška veroizpoved (Confessio Augustana) je izpoved osnovnega nauka Evangeličanske cerkve, ki jo je v imenu luterancev sestavil Luthrov sodelavec Filip Melanchton. Prebrana je bila 25. junija 1530 na državnem zboru v Augsburgu in 1555 z verskim mirom postala državnopravno priznana.
Dokument obsega uvod, sklep in 28 členov. Prvi del sklepov govori o Bogu, izvirnem grehu, božjem Sinu, opravičenju, službi oznanjevanja, novi poslušnosti, Cerkvi, njeni edinosti in bistvu, o krstu, evharistiji, spovedi in drugih zakramentih, državni oblasti, Kristusovem ponovnem prihodu, svobodni volji, dobrih delih in čaščenju svetnikov. Drugi del predstavlja "odpravljene zlorabe" in spremembe pri podeljevanju obhajila, celibatu, obredu svete maše in spovedi, cerkvenih običajih, redovniških zaobljubah in škofovi oblasti.